# Bibliothekswesen Bulgariens
Die Bibliotheken sind die ältesten Kulturinstitute Bulgariens. Von den mittelalterlichen Fürsten- und Klosterbibliotheken sind in der Türkenzeit nur einzelne Klosterbibliotheken mit Handschrift-Beständen erhalten geblieben. Die Zeit der Wiedergeburt Bulgariens war eine Zeit großer Bildungsbestrebungen. Es zeigt sich auch daran, dass in dem aufblühenden Schulwesen die ersten öffentlichen Bibliotheken Bulgariens ihren Platz hatten. Das erste Gründungsdatum einer solchen Bibliothek liegt um 1840. 
Das Jahr 1878 bedeutete für das gesamte Bibliothekswesen einen Aufschwung. Zu den Neugründungen gehörten neben Stadt- und Volksbibliotheken die Nationalbibliothek (gegr. 1878)  und die Universitätsbibliothek Sofia (gegr. 1888). Das Pflichtexemplargesetz von 1897 kam dem Bestandsaufbau zugute. Nach 1944 setzte ein überdurchschnittliches Wachstum aller Bibliotheksbestände und -typen ein. Wie weltweit üblich, gibt es auch hier zwei Arten von Bibliotheken: Öffentliche und Wissenschaftliche. Derzeit beträgt die Anzahl der Bibliotheken insgesamt 6.942. Die Nationalbibliothek, die Spezialbibliotheken und die Universitätsbibliotheken gehören zu den 3.065 Wissenschaftlichen Bibliotheken.  
Den größeren Anteil daran bilden die Öffentlichen Bibliotheken (3.877). Sie sind in Regional-, Schul- und kommunale  Bibliotheken (читалища) unterteilt, gemeint sind hier die Volkslesestätten, unter denen man allgemein Volksbildungseinrichtungen zu verstehen hat, die außer Bibliotheken mit Büchern und Zeitschriften auch Vorträge, Theateraufführungen, Unterricht und Kurse aller Art anbieten. Als Ort der Kommunikation und Diskussion sowie der öffentlichen Zeitungslektüre gewannen sie schon vor 1878 in der Volksbildung eine kulturpolitische Position beachtlichen Gewichts. Die kommunalen Bibliotheken hatten viel zu der Überwindung des Analphabetentums beigetragen. Gegen Ende des 19. Jahrhunderts dürfte es noch 80 % Analphabeten in Bulgarien gegeben haben, 1914 nur noch knapp über 50 %. Im Jahr 2000 betrug die Anzahl der kommunalen Bibliotheken (читалища)  über 3.400.
Die Nationalbibliothek „Volksbibliothek der Heiligen Kyril und Method“ enthält Exemplare fast sämtlicher bulgarischer Bücher und eine große Anzahl slawischer Handschriften des 13.–16. Jahrhunderts, ferner persische, türkische, arabische und  griechische Manuskripte und alte Drucke. Die Nationalbibliothek ist:
- das Archiv der bulgarischen Literatur, gibt die bulgarische Nationalbibliographie heraus und ist die bulgarische ISBN- und ISSN-Agentur
- das Archiv für Dokumente aus der Zeit der Türkenherrschaft, der Feudalzeit und der Zeit der Nationalen Wiedergeburt
- die zentrale wissenschaftliche Bibliothek Bulgariens
- Forschungsinstitut für Bibliothekswissenschaft, Bibliographie, Buchkunde und bulgarische Wissenschaft
- Koordinationszentrum für bibliothekarische Angelegenheiten der 28 Regionalbibliotheken und der Spezialbibliotheken, insbesondere der 5 großen wissenschaftlichen Bibliotheken in Sofia (Zentralbibliothek für Patente, Technik, Medizin, Landwirtschaft und die der Akademie der Wissenschaft)

## Aus- und Weiterbildung
Eine ständige und differenzierte bibliothekarische Ausbildung kam erst nach 1944 zustande. Die Lehrstühle für „Bibliothekswesen und Bibliographie“ an der Sofioter Universität „St. Kliment Ohridski“  und an der Universität Weliko Tarnowo übernahmen die Ausbildung von wissenschaftlichen Bibliothekaren und Dokumentaren. Die Ausbildungszeit an der Hochschule für Bibliothekswissenschaft und Informationstechnologien in Sofia ist kürzer und berufsbezogener. Zudem gibt es ein Weiterbildungszentrum für Bibliothekare, das qualifizierende Seminare und Kurse anbietet.

## Kooperationen
Das Goethe-Institut in Sofia hat drei deutsche Lesesäle (in Warna, Plowdiw und Russe). Sie besitzen über 10.000 deutsche Bücher, CD-ROMs, Video-, Audiokassetten und Periodika. Der deutsche Lesesaal ist Resultat eines gemeinsamen Projekts des Goethe-Instituts mit der regionalen Bibliothek “Pentscho Slawejkow” in Warna. Der Lesesaal wurde mit der Unterstützung des Deutschen Außenministeriums im Jahre 1993 eröffnet. Im Rahmen der Partnerschaft im Gebiet der Kulturpolitik der beiden Institute werden jährlich zahlreiche Bücher- und Photoausstellungen durchgeführt.